# Hotunje
Hotunje je naselje u slovenskoj Općini Šentjuru. Hotunje se nalazi u pokrajini Štajerskoj i statističkoj regiji Savinjskoj. 

## Stanovništvo
Prema popisu stanovništva iz 2002. godine naselje je imalo 279 stanovnika.